# Zandvliet Sport
Zandvliet Sport is een Belgische voetbalclub uit Zandvliet. De club is aangesloten bij de KBVB met stamnummer 5757 en heeft wit-rood als kleuren. De club werd opgericht in 1953, maar speelt al heel zijn bestaan in de provinciale reeksen.